# Élie Papin
Pour les articles homonymes, voir Papin.
Élie Papin, né à Isle-Saint-Georges le 27 février 1771 et mort à Agen le 5 août 1825, est un militaire et homme politique français. 

## Biographie
De la famille du physicien Denis Papin (1647-1713), Papin était négociant à Bordeaux lorsque la Révolution française commença. Il s'enrôla en 1793 dans un corps de volontaires nationaux, qui alla combattre les Espagnols à l'armée des Pyrénées orientales. Doué d'une grande bravoure et d'une intelligence militaire remarquable, il parvint rapidement au grade de général de brigade. Cependant il quitta le service militaire, où la plus belle carrière lui était ouverte, et retourna dans sa patrie, où il reprit, en apparence, ses opérations commerciales, mais ne s'occupa réellement que du rétablissement de l'ancienne monarchie des Bourbons, qu'il croyait seule capable de rendre la France à son ancienne prospérité. 
Ce fut au milieu de nombreux périls qu'il créa dans ce but, à Bordeaux, une association qui, sous le nom d'Institut royaliste, lutta longtemps contre les divers gouvernements révolutionnaires qui se succédèrent au pouvoir. La plupart des chefs de cette association ayant été découverts et arrêtés par la police du Directoire, en 1798, Papin réussit à la réorganiser en 1802 à la demande de la Marquise de Donissan et du général Henri Forestier; ce dernier préparant à la demande du Comte d'Artois, la révolte de l'Ouest de la France. Dans la nouvelle organisation, Papin fut chargé de l'armée de Guyenne. Mais le complot de Forestier fut découvert en 1805. Papin, obligé de prendre la fuite, fut traduit par contumace devant un conseil de guerre, à Nantes, et condamné à mort le 23 frimaire an XIV (décembre 1805), comme ayant concouru à des projets que dirigeaient les ennemis de la France, et particulièrement l'Angleterre. 
Il se réfugia en Amérique, où, jusqu'à la Restauration, il ne s'occupa plus que d'affaires de commerce. Revenant dans sa patrie en 1814, il essuya un terrible naufrage, où il perdit une assez belle fortune que lui avait procurée le commerce, et fut grièvement blessé en se sauvant avec peine. Un grand dédommagement de tant d'infortunes semblait devoir l'attendre en France de la reconnaissance des Bourbons ; mais, en cela, il éprouva encore de fâcheux mécomptes. Il lui fallut d'abord faire casser le jugement qui le condamnait à mort, et qui, de même que tant d'autres actes révolutionnaires, lui semblait abrogé de droit par le seul fait de la Restauration. Pour cela cependant, il fut obligé de paraître le 30 avril 1817 devant le deuxième conseil de guerre de la 1re division militaire, qui déchargea, à l'unanimité des voix, le général Papin de l'accusation à raison de laquelle il avait été condamné. Reconnu dans son grade de maréchal de camp, Papin fut employé comme commandant du département de Lot-et-Garonne, et il occupait honorablement ces fonctions depuis plusieurs années, lorsqu'il mourut à Agen le 5 août 1825. Tous les honneurs militaires lui furent rendus dans cette ville, et son corps, transporté ensuite à Bordeaux, y fut enterré avec une grande pompe au cimetière de la Chartreuse.

### Sources
- « Élie Papin », dans Louis-Gabriel Michaud, Biographie universelle ancienne et moderne : histoire par ordre alphabétique de la vie publique et privée de tous les hommes avec la collaboration de plus de 300 savants et littérateurs français ou étrangers, 2e édition, 1843-1865 [détail de l’édition]
- Frédéric Augris, Henri Forestier, général à 18 ans, éditions du Choletais, 1997.